# Conferência das Seis Potências de Londres (1948)
A Conferência das Seis Potências de Londres foi uma conferência de ministros das Relações Exteriores das três potências de ocupação ocidentais da Alemanha e dos países do Benelux como vizinhos diretos da Alemanha Ocidental, abrindo caminho para a fundação da República Federal da Alemanha. Não foi emitido um convite para a União Soviética. Os resultados da conferência para os seis governos dos estados participantes ficaram conhecidos como As Recomendações de Londres.
A conferência durou de 23 de fevereiro a 2 de junho de 1948. Consistia em dois períodos de sessões. A primeira começou em 23 de fevereiro e terminou em 6 de março. A segunda começou em 20 de abril e terminou em 2 de junho. O governador militar da zona de ocupação americana, Lucius D. Clay, também participou da conferência.
O objetivo da conferência era criar as bases para a participação de uma Alemanha democrática na comunidade internacional, o que significa acima de tudo fundar um estado alemão federal e democrático nas três zonas ocidentais de ocupação.
Em nota datada de 13 de fevereiro de 1948, a União Soviética protestou contra a realização da conferência. Em 23 de fevereiro, a Declaração de Praga foi entregue pelo embaixador da Tchecoslováquia na Grã-Bretanha, Bohuslav G. Kratochvíl. Nele, os ministros das Relações Exteriores da Polônia, Tchecoslováquia e Iugoslávia pediram a participação nas próximas conversações sobre a Alemanha. Salientaram que a conferência de Londres contradizia o Acordo de Potsdam. As potências ocidentais responderam no final de fevereiro, ressaltando que o acordo não exclui a possibilidade de várias potências ocupantes se consultarem sobre questões de interesse comum. Notas norte-americanas e britânicas acusaram a União Soviética de não ter observado o princípio da unidade econômica da Alemanha. O governo francês declarou que não estava vinculado às decisões de Potsdam.
A conferência resultou nos três documentos de Frankfurt com os mais altos representantes das zonas ocidentais, primeiros-ministros dos então nove estados federais e aos prefeitos de Bremen e Hamburgo. Eles foram instruídos a convocar uma Assembléia Constituinte até 1º de setembro de 1948, que deveria redigir uma constituição para um estado ocidental a ser fundado. Além disso, os primeiros-ministros devem discutir as fronteiras de seus países e, se necessário, formular pedidos de mudanças. Em última análise, tratava-se de diretrizes para um estatuto de ocupação, que regularia as relações entre um futuro governo alemão e os Três Poderes. As recomendações de Londres aos seus seis governos também foram formuladas na conferência.
Na questão do Ruhr, importante em termos de política de armamentos, a França estava preocupada em estar “finalmente a salvo” da Alemanha; perseguiu "uma política de linha dura destinada principalmente a separar a Renânia do resto da Alemanha e sujeitar o Ruhr ao controle de uma autoridade internacional", De Gaulle já havia anunciado esse objetivo em um discurso de rádio em 5 de fevereiro, 1945. Finalmente, graças aos esforços dos Estados Unidos da América e Grã-Bretanha, a França concordou com a fusão das três zonas ocidentais de ocupação para formar a Trizona. Em troca, foi assegurado que o Sarre poderia ser separado da zona de ocupação francesa e conectado economicamente à França. Uma autoridade internacional será criada para controlar a distribuição da produção de carvão, coque e aço na região do Ruhr.
A Assembleia Nacional Francesa apenas ratificou as recomendações de Londres com uma estreita maioria devido a fortes críticas. No curso da crise do gabinete que se seguiu, Schuman foi forçado a renunciar ao cargo de primeiro-ministro e tornou-se ministro das Relações Exteriores. 
Como os primeiros-ministros alemães queriam evitar o aparecimento de uma divisão na Alemanha, nenhuma Assembleia Constituinte foi eleita, mas um Conselho Parlamentar. Sua composição não foi determinada por eleições gerais, mas seus membros foram eleitos pelos parlamentos estaduais. O resultado não poderia ser chamado de constituição, mas de Lei Fundamental para a República Federal da Alemanha. Todas essas disposições enfatizavam que a República Federal assim fundada era apenas temporária. Existiu por 41 anos até a reunificação alemã em 1990.